# Comuna de Lutocin
Lutocin (polaco: Gmina Lutocin) é uma gminy (comuna) na Polónia, na voivodia de Mazóvia e no condado de Żuromiński. A sede do condado é a cidade de Lutocin.
De acordo com os censos de 2004, a comuna tem 4656 habitantes, com uma densidade 36,9 hab/km².

## Área
Estende-se por uma área de 126,03 km², incluindo:
- área agricola: 72%
- área florestal: 20%

## Demografia
Dados de 30 de Junho 2004:
|                      | Total   | Total | Mulheres | Mulheres | Homens  | Homens |
| -------------------- | ------- | ----- | -------- | -------- | ------- | ------ |
|                      | pessoas | %     | pessoas  | %        | pessoas | %      |
| População            | 4656    | 100   | 2348     | 50,4     | 2308    | 49,6   |
| Densidade (pop./km²) | 36,9    | 100   | 18,6     | 18,6     | 18,3    | 18,3   |

De acordo com dados de 2002, o rendimento médio per capita ascendia a 1229,58 zł.

## Comunas vizinhas
- Bieżuń, Lubowidz, Rościszewo, Skrwilno, Żuromin